# Unione Sportiva Pistoiese 1959-1960
Questa pagina raccoglie le informazioni riguardanti l'Unione Sportiva Pistoiese nelle competizioni ufficiali della stagione 1959-1960.

## Rosa
| N. |                   | Ruolo | Calciatore            |
| -- | ----------------- | ----- | --------------------- |
|    | Italia (bandiera) | A     | Gino Baldasseroni     |
|    | Italia (bandiera) | C     | Achille Baldini       |
|    | Italia (bandiera) |       | Bessi                 |
|    | Italia (bandiera) | C     | Renzo Carpini         |
|    | Italia (bandiera) | C     | Fernando Cerri        |
|    | Italia (bandiera) | A     | Giampiero Convalle    |
|    | Italia (bandiera) |       | Costalli              |
|    | Italia (bandiera) | D     | Piergiorgio Ducceschi |
|    | Italia (bandiera) | C     | Lomi                  |
|    | Italia (bandiera) | D     | Pasquale Malvolti     |
|    | Italia (bandiera) | A     | Roberto Mangani       |
|    | Italia (bandiera) | P     | Italo Maso            |

| N. |                   | Ruolo | Calciatore          |
| -- | ----------------- | ----- | ------------------- |
|    | Italia (bandiera) | D     | Camillo Mastrangelo |
|    | Italia (bandiera) | P     | Loris Meliconi      |
|    | Italia (bandiera) | D     | Mario Mori          |
|    | Italia (bandiera) | C     | Alberto Novelli     |
|    | Italia (bandiera) | C     | Tarcisio Oberti     |
|    | Italia (bandiera) |       | Pazzini             |
|    | Italia (bandiera) |       | Pierallini          |
|    | Italia (bandiera) | C     | Rolando Righi       |
|    | Italia (bandiera) | D     | Romolo Tuci         |
|    | Italia (bandiera) | C     | Uliano Vettori      |
|    | Italia (bandiera) | A     | Giancarlo Vitali    |
|    | Italia (bandiera) | A     | Sergio Volpi        |